# Estação Maisons-Alfort - Les Juilliottes
Maisons-Alfort - Les Juilliottes é uma estação da linha 8 do Metrô de Paris, localizada na cidade de Maisons-Alfort.

## Localização
A estação está situada no extremo sudeste da avenue du Général-Leclerc (D 19), a noroeste do trevo rodoviário com a autoroute A86, que marca o limite com o território da comuna de Créteil. Orientada em um eixo noroeste/sudeste, ela se intercala entre as estações Maisons-Alfort - Stade e Créteil - L'Échat. Esta é a última estação subterrânea da linha para Pointe du Lac.

## História
A estação foi aberta em 27 de abril de 1972 com a entrada em serviço do prolongamento da linha 8 de Maisons-Alfort - Stade, constituindo provisoriamente o seu terminal oriental (depois de Balard) até 24 de setembro de 1973, data em que a linha foi novamente estendida de uma estação suplementar para Créteil - L'Échat.
Ela deve a sua denominação à sua implantação no território da comuna de Maisons-Alfort, no bairro de Les Juilliotes, que leva o nome das antigas "Terres de Juliotte" em que foi criado. Originalmente era um bairro constituído principalmente por fazendas compostas de campos de cogumelos, terrenos baldios e pedreiras que foram ocupados com o objetivo de desenvolver, no início da década de 1970, um conjunto imobiliário composto por habitações, escritórios e um pequeno centro comercial.
Em 2011, 1 976 516 passageiros entraram nesta estação. Em 2012, foram 2 027 919 passageiros. Foram contados 2 085 806 passageiros em 2013, o que o coloca na 244ª posição das estações de metrô pela sua frequência em 302.
No programa "Un métro + beau", os corredores da estação foram renovados de 2015 a 2016 a um custo de 2.3 milhões de euros.

## Serviços aos Passageiros

### Acessos
A estação tem quatro acessos, cada um constituído por uma escada fixa decorada com um mastro com um "M" amarelo inscrito em um círculo:
- O acesso 1 "Rue Louis Pergaud - Centre commercial" levando à direita do shopping center Les Juilliotes no no 4 desta rua;
- O acesso 2 "Avenue du Général-Leclerc" se situando em frente ao no 251 da avenida;
- O acesso 3 "Rue du Buisson-Joyeux" se situando à direita do no 277 da avenue du Général-Leclerc;
- O acesso 4 "Avenue du Maréchal-de-Lattre-de-Tassigny" levando em frente ao estacionamento implantado no meio do trevo com a autoestrada A86.

Embora a estação tenha sido construída na década de 1970, os pés-direitos dos corredores de acesso e da sala de transferência são cobertos com as tradicionais telhas brancas biseladas após sua renovação concluída em 2016. Uma parte dessas telhas têm dimensões que medem o dobro do formato clássico, característica que pode ser encontrada em alguns corredores de correspondência na estação Châtelet bem como em Basilique de Saint-Denis na linha 13.

### Plataformas

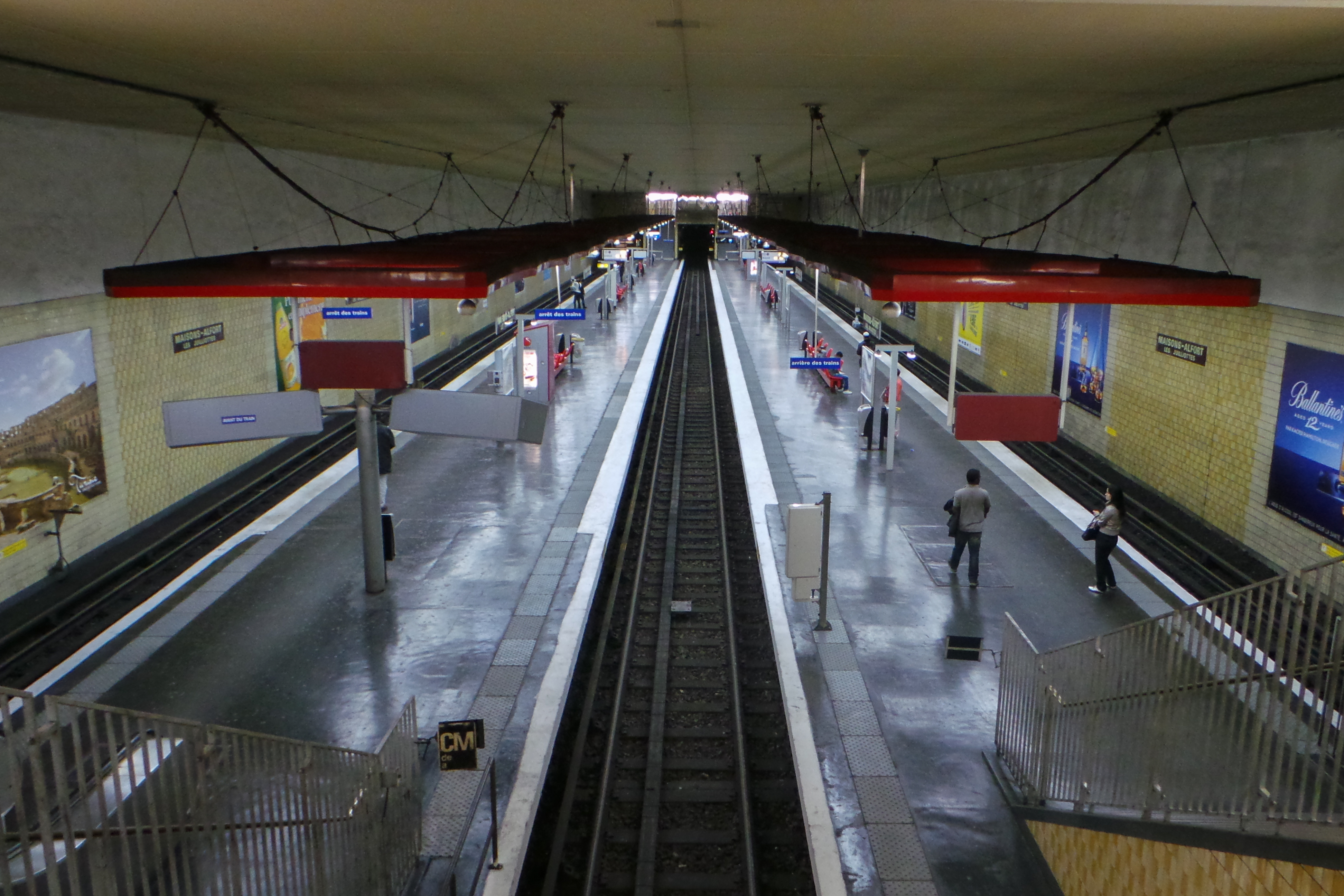
Plataformas da estação

Maisons-Alfort - Les Juilliotes é uma estação de configuração particular: devido ao seu estado inicial de terminal, ela possui três vias enquadrando duas plataformas centrais. Construída na década de 1970, é uma estação-gaiola com pés-direitos verticais e teto horizontal devido à sua construção em vala coberta. A decoração, típica da década de 1970, é semelhante a uma variação do estilo  "Mouton-Duvernet" com pés-direitos e tímpanos revestidos por telhas em vários tons de ocre (de cor de areia à direita dos anúncios), colocados verticalmente e alinhados, um teto e altos das paredes tratados em branco e um dispositivo de iluminação suspenso com estrutura vermelha. As publicidades são desprovidas de quadros e o nome da emissora é inscrito em fonte Parisine em placas esmaltadas. Os assentos são de estilo "Motte" de cor vermelha.
A estação apenas partilha este estilo decorativo com os outros dois pontos de parada da linha situados no território da comuna, École Vétérinaire de Maisons-Alfort e Maisons-Alfort - Stade.

### Intermodalidade
A estação é servida pelas linhas 104, 217 e 372 da rede de ônibus RATP e, à noite, pelas linhas N32 e N35 da rede de ônibus Noctilien.